# Ingemar Linnéll
Ingemar Linnéll, född 1 september 1954 i Göteborg, är en svensk tidigare handbollsspelare och handbollstränare. Han har bland annat varit förbundskapten för Sveriges herrlandslag, 2004–2008.
Ingemar Linnéll är gift med Eja Linnéll (ogift Magnusson) och är far till handbollsspelarna Jesper (född 1986), Jonna och Jennie Linnéll (tvillingar födda 1988).

## Spelarkarriär
Ingemar Linnéll började spela handboll i IK Heim 16 år gammal. Han debuterade för A-laget 1974 och var med om att föra laget till högsta serien, Allsvenskan, igen. Han spelade sedan i tre år med SoIK Hellas under utbildning på Gymnastik- och idrottshögskolan (GIH) i Stockholm. Han återvände till moderklubben 1981 och spelade kvar till 1984 och var med om att vinna SM-guld 1982 och 1983. 1982 blev han tränare i BK Heid och 1984–1985 var han spelande tränare i klubben. Linnéll spelade en landskamp för Sverige. Han har beskrivit sin spelarkarriär med orden: En okej försvarsspelare med 13 år i eliten. Jag spelade på alla platser utom målvaktens och var rätt bra på att läsa spelet.

## Tränarkarriär
Linnéll började sin tränarkarriär som spelande tränare i BK Heid och sedan i SoIK Hellas. Han var sedan enbart tränare i Hellas. Efter ett år med Spårvägens HF:s damer växlade han till rollen som herrtränare för IF Guif i elitserien, 1994 till 1998. Han var sedan tränare i danska klubben KIF Kolding 1998–2001. Han var förbundskapten för Sveriges U21-herrlandslag (födda 1982-1983), med vilket han vann VM-guld 2003.
2004 blev han förbundskapten för A-landslaget, där han efterträdde Bengt "Bengan" Johansson. Som förbundskapten nådde han inga resultat och efter misslyckade kval till mästerskap och OS fick han sluta som förbundskapten 2008. Han återvände då i tre år till KIF Kolding.
2012 hade han återvänt till Sverige och ledde Ricoh HK till 2015. Han fortsatte i klubben som sportchef. 2018 slog Ricoh ihop sig med AIK och fortsatte spela i högsta ligan som AIK.

## Fotboll
Linnéll har även spelat fotboll i näst högsta serien med Västra Frölunda IF.